# Lee Je-ha
Lee Ze-ha oder auch Lee Je-ha (* 20. April 1937 in Miryang, Kyŏngsangnam-do) ist ein südkoreanischer Schriftsteller, Lyriker und Maler.

## Leben
Lee Je-has Kindheit war von den Erfahrungen des Koreakriegs und der Erziehung seines dominanten Vaters geprägt. In der Masan-Oberschule beeinflussten ihn Dichter wie Kim Chunsu und Kim Sang-ok, und Maler wie Chŏn Hyŏngnim und Kang Sinsŏk, die dort auch lehrten. 1956 begann er an der Hongik University mit dem Studium der Bildhauerei und trat 1957 in die literarische Welt ein.
Mit seinem Gedicht Das Abendrot debütierte er auf Empfehlung des Dichters Sŏ Chŏng-ju in der Literaturzeitschrift Hyŏndae munhak (Moderne Literatur). Mit der Auszeichnung durch die Literaturzeitschrift "Sint'aeyang" (Neue Sonne) für seine Kurzgeschichte Der gelbe Hund wuchs sein Ansehen als Romancier. 1961 wurde seine Kurzgeschichte Die Hand mit dem Preis für Nachwuchsschriftsteller der Tageszeitung Hankook Ilbo ausgezeichnet. Seinen Lebensunterhalt verdiente er als Illustrator bei Tageszeitungen und Zeitschriften, und er veröffentlichte weitere Gedichte und Erzählungen in diversen Literaturzeitschriften.
1973 erschien sein aus vierzehn Kurzgeschichten bestehender erster Erzählband Pflanzenfressen. Dieses Buch erhielt höchstes Lob durch die Literaturkritiker und rief große Resonanz bei den Lesern hervor. Dieser Erfolg sorgte dafür, dass es in den 1970er-Jahren zu einem allgemeinen Aufschwung der literarischen Publikationen kam. Kurz nach Erscheinen seines Erzählbands schrieb der Literaturkritiker Kim Hyun in der Zeitschrift "Hyŏndae munhak" eine Rezension unter dem Titel "Die Befreiung von Abweichung und Komplex", aus der eine Theorie über die Literatur von Lee Je-ha entstand. Der Kritiker betrachtet darin den Wahnsinn der Figuren in Lee Je-has Werk im Hinblick auf deren gesellschaftliche Bedeutung.
Im darauf folgenden Jahr 1974 sorgte der Schriftsteller für öffentliches Aufsehen, als er den Preis der Zeitschrift Hyŏndae munhak für seine Kurzgeschichte Pflanzenfressen ablehnte. Als Begründung nannte er, dass ihn die Machtkämpfe der renommierten Schriftsteller enttäuscht hätten. 1984 veröffentlichte er seine wichtigste Erzählung Ein Wanderer verweilt nicht am Wege, für die er ein Jahr später den Yi-Sang-Literaturpreis erhielt. 1987 wurde sie von dem Regisseur Lee Jang-ho verfilmt (englischer Titel The Man With Three Coffins).
Im selben Jahr erschien sein Roman Der wahnsinnige Maler, für den er den Literaturpreis der Zeitung Hankook Ilbo erhielt und der von Literaturkritiker Kim Yunsik als literarischer Sieg Lee Je-has bezeichnet wurde. 1988 veröffentlichte er den Roman Das Mädchen Yuja, eine überarbeitete Version seiner früheren Erzählung Die Kurzbiographie von Yuja. Nach der Veröffentlichung des Romans Die Hochzeit im Schneeregen 1990 legte er eine Ruhephase hinsichtlich seines literarischen Schaffens ein.
Ab 1997 begann man jedoch die Erzählbände von Lee Je-ha neu herauszugeben, nachdem sie der Autor überarbeitet hatte. Mit der Veröffentlichung des neuen Erzählungsbandes Das giftige Insekt, der zahlreiche Diskussionen hervorrief, zeigt sich erneut die Präsenz des Schriftstellers in der literarischen Welt. Seit 1999 unterrichtete er Kreatives Schreiben an der Myongji University.

## Familie
Seine Tochter Yun I-hyŏng (1976) ist ebenfalls seit 2005 als Schriftstellerin tätig.

## Arbeiten

### Koreanisch

#### Erzählbände
- 초식 (Pflanzenfressen) Seoul: Minŭmsa 1973
- 기차, 기선, 바다, 하늘 (Zug, Dampfer, Meer und Himmel) Seoul: Hongsŏngsa 1978
- 용(龍) (Der Drachen) Seoul: Munhak-kwa chisŏngsa 1986
- 나그네는 길에서 쉬지 않는다 (Ein Wanderer verweilt nicht am Wege) Seoul: Munhakdongne 1999
- 이제하 소설전집 (Erzählbände von Lee Zeha) Seoul: Verlag Munhakdongne 1997
- 독충 (Das giftige Insekt) Seoul: Verlag Segysa 2001

#### Romane
- 광화사 (Der wahnsinnige Maler) Seoul: Munhak sasangsa 1987
- 열망 (Begehren 1-2) Seoul: Munhakdongne 1997
- 소녀 유자 (Das Mädchen Yuja) Seoul: Korea 1988
- 소녀 유자 (Das Mädchen Yuja) ist eine Romanbearbeitung der Erzählung
- 유자약전 (Die Kurzbiographie von Yuja) aus dem ersten Erzählband Das Pflanzenfressen entnommen
- 진눈깨비 결혼 (Die Hochzeit im Schneeregen) Seoul: Ch'ŏngmaek 1990
- 나그네는 길에서도 쉬지 않는다 (Ein Wanderer verweilt nicht am Wege) Munhakdongnae 1999
- 풍경의 내부 (Die Innenseite der Landschaft) Seoul: Chakka chŏngsin 2000

### Übersetzungen

#### Englisch
- A Traveller never stops on the Road Korean Literature Today Volume 2, No.1, April 1997

#### Französisch
- Régime végétarien Zulma 2005

## Auszeichnungen
- 2008 – Tongni Literaturpreis
- 1999 – Pyŏnun Literaturpreis
- 1985 – Yi-Sang-Literaturpreis
- 1961 – Sinch'un munye ipsŏn
- 1959 – Roman-Preis der Zeitschrift "Sint'aeyang"
- 1953 – Hakwŏn Literaturpreis